# Bagnères-de-Bigorre
Bagnères-de-Bigorre (in occitano Banhèras de Bigòrra è un comune francese di 8 717 abitanti, situato nel dipartimento degli Alti Pirenei, di cui è una sottoprefettura, nella regione dell'Occitania.

## Geografia fisica

### Topografia
Bagnères-de-Bigorre si trova nell'Alta Bigorra, ai piedi dei Pirenei, nella vallata dell'Adour, contigua alla valle del Campan, sulla strada dipartimentale n. 935.

### Idrografia
Il fiume Adour ed i suoi affluenti, l'Adour del Tourmalet e l'Adour di Lesponne, sono i principali corsi d'acqua che attraversano la città di Bagnères-de-Bigorre.
La Gailleste, altro affluente della riva sinistra dell'Adour, ha la sua sorgente nel comune.
L'Arrêt-Darré, affluente dell'Arros, ha analogamente la sua sorgente a nord del comune. Il rio Arrouy, affluente sinistro dell'Arros, bagna ugualmente il territorio della cittadina di Bagnères-de-Bigorre.

### Clima
Bagneres-de-Bigorre è relativamente risparmiata dalle perturbazioni meteorologiche provenienti da ovest-sud-ovest, che si scaricano prima sull'alta catena pirenaica che funge da condensatore. Per contro, la cittadina è intensamente esposta alle perturbazioni che vengono da nord e nord-ovest, che si scontrano con i rilievi. Tale effetto barriera si fa sentire fino alla fascia pedemontana, cosicché le primavere, gli autunni e gli inverni sono freschi e piovosi; le estati invece, sovente calde, sono particolarmente burrascose a causa di improvvisi temporali.

## Origini del nome
Il toponimo Begorra, rilevato verso il 400 d.C., sarebbe l'antico nome di Bagnères-de-Bigorre o di Cieutat, e avrebbe dato alla località la denominazione di Bigorra.
Nel Medioevo, la città avrebbe portato il nome di Aquae Convenarum o di Vicus Aquensis. Il nome attuale è formato a partire dall'occitano Banheras ovvero "Bagni", e dal nome della regione, Bigorra.

## Storia

### Epoca romana
Nel 28 a.C., sotto il regno dell'imperatore Augusto, Valerio Messala uscì vittorioso nella lotta contro uno degli ultimi centri di resistenza delle tribù aquitane sulle alture di Pouzac. Sul monte Olivet i Romani scoprirono sorgenti di acque termali e vennero costruite le prime terme attorno alle quali si sviluppò una città che prese il nome di Vicus Aquensis e arrivò a coprire una superficie pari alla metà della Bagnères attuale.

### Medio Evo
Dalla fine dell'Impero Romano al 1171, nessun documento o reperto fornisce alcuna indicazione sulla storia locale ma scavi archeologici hanno permesso di dedurre che la città romana, distrutta da un terremoto, sarebbe stata abbandonata a causa di un'epidemia di peste che colpì la città intorno al 580.
Tra questa data e il 1171 la città si ripopolò e, tra il XII e gli inizi del XIV secolo, ricominciò a crescere. Nel 1313 furono registrati 800 fuochi, tanti quanti a Tarbes, capitale della Contea. Circa il 40% della popolazione era impegnato nell'agricoltura e la città era sede di mercati dove gli artigiani scambiavano i loro prodotti con quelli dei contadini. Per fornire energia idraulica a vari mulini, vennero scavati canali alimentati dall'Adour. Questi mulini erano usati per la macinatura del grano, la produzione di attrezzi agricoli, la  follatura dei tessuti e la concia delle pelli.
Nel 1349 Bagnères era divenuta una città ricca quando fu colpita da un'epidemia di peste. Durante la guerra dei cent'anni, nel 1360, un anno prima di una nuova epidemia, la Bigorre divenne possedimento inglese. Enrico di Trastámara, alleato del re di Francia, occupò, saccheggiò e incendiò la città nel 1427. Due anni dopo, a Bagnères furono censiti solo 291 fuochi: la popolazione era diminuita di due terzi rispetto al secolo precedente.

### XIX secolo
La tradizione di città termale continuò e trovò il suo compimento nel Secondo Impero, con la costruzione di terme, parchi, casinò e grandi alberghi che trasformarono profondamente il paesaggio urbano.
Il XIX secolo è segnato dall'arrivo della ferrovia e da un importante sviluppo industriale.

## Società

### Evoluzione demografica
Abitanti censiti

## Infrastrutture e trasporti
Si accede generalmente a Bagnères-de-Bigorre da Tarbes con la RD935 (strada dipartimentale, in francese Route départementale), che continua sino a Sainte-Marie de Campan, prima di distaccarsene, sia verso la frazione di La Mongie, nella zona del Tourmalet, sia verso Arreau e la Spagna, o con la RD938 da Tournay e l'A64.
Si può infine raggiungere Lourdes da Bagnères-de-Bigorre, via Montgaillard e la RD937. Un progetto di ampliamento stradale a doppia carreggiata della "vecchia strada di Bagnères", oggi RD8/16, è allo studio dall'innesto di Tarbes Est.
Il collegamento ferroviario che unisce Bagnères a Tarbes è stato soppresso alla fine degli anni 1980, la linea è ora assicurata da pullman delle Linee Automobilistiche "TER", che partono dalla vecchia stazione ferroviaria, divenuta oggi stazione degli autobus. L'aeroporto più vicino è quello di Tarbes-Lourdes-Pirenei, a 30 chilometri di distanza.

## Amministrazione

### Gemellaggi
- Tutzing
- Alhama de Granada
- Granarolo dell'Emilia